# René Bourbon–parmai herceg
René Bourbon–parmai herceg, teljes nevén René Károly Mária József, olaszul: Renato Carlo Maria Giuseppe di Borbone-Parma); (Schwarzau am Steinfeld, Alsó-Ausztria, 1894. október 17. – Koppenhága, 1962. július 30.) a Bourbon-ház parmai ágából származó herceg, I. Róbertnek, Parma utolsó uralkodó hercegének második házasságából született fia, Zita osztrák császárné, magyar királyné öccse.

## Élete

### Származása
Édesapja: I. Róbert parmai herceg, édesanyja: Mária Antónia portugál infánsnő. Édesapja kétszer nősült, így René herceg édesapja a második házasságából született.
René herceg féltestvérei apjának Mária Pia nápoly–szicíliai hercegnővel kötött házasságából:
1. Mária Lujza Pia Terézia Anna (1870−1899), aki 1893-ban a Szász–Coburg–Gothai-házból származó I. Ferdinánd bolgár cár (1861–1948) felesége lett.
2. Ferdinánd Mária Károly (*/† 1871) kisgyermekként meghalt.
3. Lujza Mária Annunciáta Terézia (1872−1943), szellemi fogyatékkal született.
4. Henrik Mária Albert Ferdinánd Károly Piusz Lajos Antal (1873−1939), szellemi fogyatékkal született, ennek ellenére apja halála (1907) után a Parmai Hercegség trónörökösévé nyilvánították, a címet haláláig viselte.
5. Mária Immakuláta Lujza Franciska (1874–1914), szellemi fogyatékkal született.
6. József Mária Péter Pál Ferenc (1875−1950), szellemi fogyatékkal született, Henrik halála (1939) után Parma címzetes hercege.
7. Mária Terézia Pia (1876–1959), szellemi fogyatékkal született.
8. Mária Pia Antonietta (1877–1915), szellemi fogyatékkal született.
9. Beatrix Kolumba Mária Immakuláta Leonie (1879−1946), aki 1906-ban Pietro Lucchesi-Palli grófhoz ment feleségül.
10. Illés (Éliás) Róbert Barló Mária Piusz (1880–1959), aki 1903-ban Habsburg–Tescheni Mária Anna Izabella főhercegnőt, Frigyes főherceg leányát vette feleségül. 1950-től haláláig Parma címzetes hercege volt.
11. Mária Anasztázia (*/† 1881), kisgyermekként meghalt.
12. Auguszta (*/† 1882), születésekor meghalt, édesanyjával együtt.

René herceg édestestvérei az apja második házasságából:
1. Adelheid Erika Pia Antónia (1885–1959), aki Benedek-rendi apáca lett a franciaországi Solesmes kolostorban.
2. Szixtusz (Sisto) Ferdinánd Mária Ignác Alfonz Róbert (1886–1934), aki a Szixtusz-affér központi figurája volt, az első világháború idején. 1919-ben Hedwige de la Rochefoucauld hercegnőt (1896–1986) vette feleségül.
3. Ferenc Xavér (Saverio) Károly Mária Anna Lajos (1889–1977), aki 1927-ben Madeleine von Bourbon-Busset hercegnőt vette feleségül, 1974-től haláláig I. Xavér néven Parma címzetes hercege volt. A címet fia, Károly Hugó (1930–2010) örökölte, és viselte 1977-től haláláig.
4. Franciska Jozefa Mária Terézia Erzsébet (1890–1978), aki Benedek-rendi apáca lett a franciaországi Solesmes kolostorban.
5. Zita Mária Grácia Mikaéla Raffaella Gabriella (1892–1989), aki 1911-ben házasságot kötött a Habsburg–Lotaringiai-házból való Károly osztrák főherceggel (1887–1922), aki 1914-től az Osztrák–Magyar Monarchia trónörököse, majd 1916-tól IV. Károly néven magyar király, I. Károly néven osztrák császár lett.
6. Félix (Felice) Mária Vince (1893–1970), aki 1919-ben unokanővérét, Sarolta luxemburgi nagyhercegnőt (1896–1985) vette feleségül.
7. René (Renato) Károly Mária József (1894–1962), aki 1921-ben Margit dán királyi hercegnőt (Margarethe von Schleswig-Holstein-Sonderburg-Glücksburg, 1895–1992), Valdemár dán királyi herceg leányát vette feleségül.
8. Mária Antónia Zsófia Ludovika Jozefa Mikaéla (1895–1977), aki Benedek-rendi apáca lett a franciaországi Solesmes kolostorban.
9. Izabella Mária Anna (1898–1984), nem ment férjhez.
10. Lajos (Luigi) Károly Mária Lipót Róbert (1899–1967), aki 1939-ben Savoyai Mária Franciska olasz királyi hercegnőt, III. Viktor Emánuel király leányát vette feleségül.
11. Henrietta Anna Mária Immakuláta Ludovika Antónia (1903–1987), nem ment férjhez.
12. Kajetán (Gaetano) Mária József Piusz (1905–1958), aki 1931-ben Margarethe Marie Therese von Thurn und Taxis hercegnőt vette feleségül. Egyetlen leányuk született, Diána hercegnő. 1940. január 24-én a házastársak Budapesten elváltak.

### Katonai pályája
René herceg a Bourbon-ház tagjaként franciának vallotta magát és francia állampolgár volt. A bécsújhelyi Theresianum katonai akadémiát végezte el, a császári és királyi haderő lovassági tisztjeként szolgált. Az első világháború kitörésekor René és fivérei döntés elé kerültek, hogy francia őseik és osztrák családi kötődéseik mellett melyik oldalra álljanak. Családon belül eldöntötték, hogy René, Félix és Illés a Monarchia csapataihoz, Szixtusz és Xavér a belga haderőhöz csatlakoznak. A fivérek tehát egymás ellen harcoló szövetségek oldalán harcoltak, de így valószínűbb volt, hogy néhányan mindenképpen a győztesek oldalára jutnak. A testvérek az ausztriai családi birtokon búcsúztak el egymástól. René herceg a cs. és kir. haderő lovassági kapitányaként szolgált az első világháborúban. Kitüntették a német Vaskereszt első és harmadik fokozatával.
A Monarchia felbomlása után Franciaországba költözött. Megnősült, feleségül vette Margit dán királyi hercegnőt.
A második világháború kitörésekor René be akart lépni a francia hadseregbe, de mivel a volt cs. és kir. haderőben szolgált, megtagadták tőle az engedélyt. Ezért a finn hadsereghez csatlakozott, 1939–40-ben részt vett a Szovjetunió elleni háborúban. Utána a német megszállás elől családostul Franciaországból Portugáliába, innen a USA-ba emigrált. 1944-ben a szövetségesek partraszállása után engedélyt kapott, hogy szolgálatba lépjen a francia haderőben. Elismerték lovassági kapitányi rangját, az 1. francia hadsereg kötelékében harcolt a Német Birodalom elleni hadjáratban. Megkapta a Nagy Konstantin–Szent György-rend (Ordre sacré et militaire constantinien de Saint-Georges) szenátori nagykeresztjét és a Dán Királyság Elefántrendjét. A Francia Köztársaságtól megkapta a második világháborús hadikeresztet (Croix de Guerre 1939–45) és 1955-ben a Becsületrend tiszti keresztjét is.

### Házassága, gyermekei
René Bourbon–parmai herceg 1921. június 9-én Margit dán királyi hercegnőt (1895–1992), Valdemár dán királyi herceg leányát vette feleségül Koppenhágában. Házasságukból négy gyermek született:
- Jakab herceg (1922. június 9. – 1964. november 5.), 1947-ben Brigitte Alexandra Maria af Holstein-Ledreborg dán grófnőt (1922–2009) vette feleségül.
- Anna hercegnő (1923. szeptember 18. – 2016. augusztus 1.), 1948-tól I. Mihály román király felesége, Románia címzetes királynéja.
- Mihály herceg (1926. március 4.  – 2018. július 7.), aki 1951-ben Yolande de Broglie-Revel francia hercegnőt, majd 2003-ban Savoyai Maria Pia olasz királyi hercegnőt (* 1934), II. Umbertónak, az utolsó olasz királynak legidősebb leányát vette feleségül.
- András herceg (1928. március 6. – 2011. október 1.), aki 1960-ban a polgári származású Marina Gacry-t vette feleségül.

### A második világháború után
1953-ban Dániában alkoholos állapotban autót vezetve több koccanást okozott, a helyszínt elhagyta, motorosok és járókelők fogták el. Az esetből rendőri ügy lett, emiatt IX. Keresztély király egy év időtartamra megtiltotta neki, hogy Dánia területén autót vezessen.
René herceg 1962. július 30-án hunyt el, 67 éves korában.
Legidősebb fia, Jakab (Jacques) herceg, aki szenvedélyes autóversenyző volt, 1964-ben közlekedési balesetben meghalt.

## Külső hivatkozások
- A parmai Bourbonok családfája. (angolul)
- Személyével kapcsolatos „kis színes” hír a Spiegel-ben, 1953. április 8. (németül)